# Eremohadena adscripta
Eremohadena adscripta är en fjärilsart som beskrevs av Rudolf Püngeler 1914. Eremohadena adscripta ingår i släktet Eremohadena och familjen nattflyn, Noctuidae. Inga underarter finns listade i Catalogue of Life.